# Часка (город, Миннесота)
Часка (англ. Chaska) — город в округе Карвер, штат Миннесота, США. На площади 37,1 км² (35,5 км² — суша, 1,6 км² — вода), согласно переписи 2005 года, проживают 22 467 человек. Плотность населения составляет 633 чел./км².
- Телефонный код города — 952
- Почтовый индекс — 55318
- FIPS-код города — 27-10972[1]
- GNIS-идентификатор — 0641129[2]